# ロベルト・インノチェンティ
ロベルト・インノチェンティ（Roberto Innocenti, 1940年 - ）は、イタリアの画家。
フィレンツェ近郊に生まれ、独学で絵を学ぶ。2008年国際アンデルセン賞画家賞受賞。ほかにBIB金のりんご賞（1985年『ローズ・ブランシュ』、1991年『クリスマス・キャロル』に対して）、ボストングローブ・ホーンブック賞（1986年『ローズ・ブランシュ』）、ケイト・グリーナウェイ賞特別推薦作品（1988年『ピノキオの冒険』）、銀の絵筆賞（1989年『ピノキオの冒険』）、ボローニャ・ラガッツィ賞フィクション部門特別賞（2003年『ラストリゾート』）など多数受賞。

## イラスト作品
- 『シンデレラ』 シャルル・ペロー原作 谷本誠剛訳 西村書店 1989
- 『ローズ・ブランシュ』 クリストフ・ガッラス共著 平和のアトリエ 1990
- 『クリスマス・キャロル』 チャールズ・ディケンズ作 もきかずこ訳 西村書店 1991
- 『ピノキオの冒険』 カルロ・コルローディ原作 金原瑞人訳 西村書店 1992
- 『くるみわり人形』 E.T.A.ホフマン原作 金原瑞人訳 西村書店 1998
- 『白バラはどこに』 ガラーツ共著 長田弘訳 みすず書房 2000
- 『エリカ奇跡のいのち』 ルース・バンダー・ジー文 柳田邦男訳 講談社 2004
- 『ラストリゾート』 J.パトリック・ルイス文 青山南訳 BL出版 2009
- 『百年の家』 Ｊ・パトリック・ルイス文 長田弘訳 講談社 2010

ほか多数